# 11:14

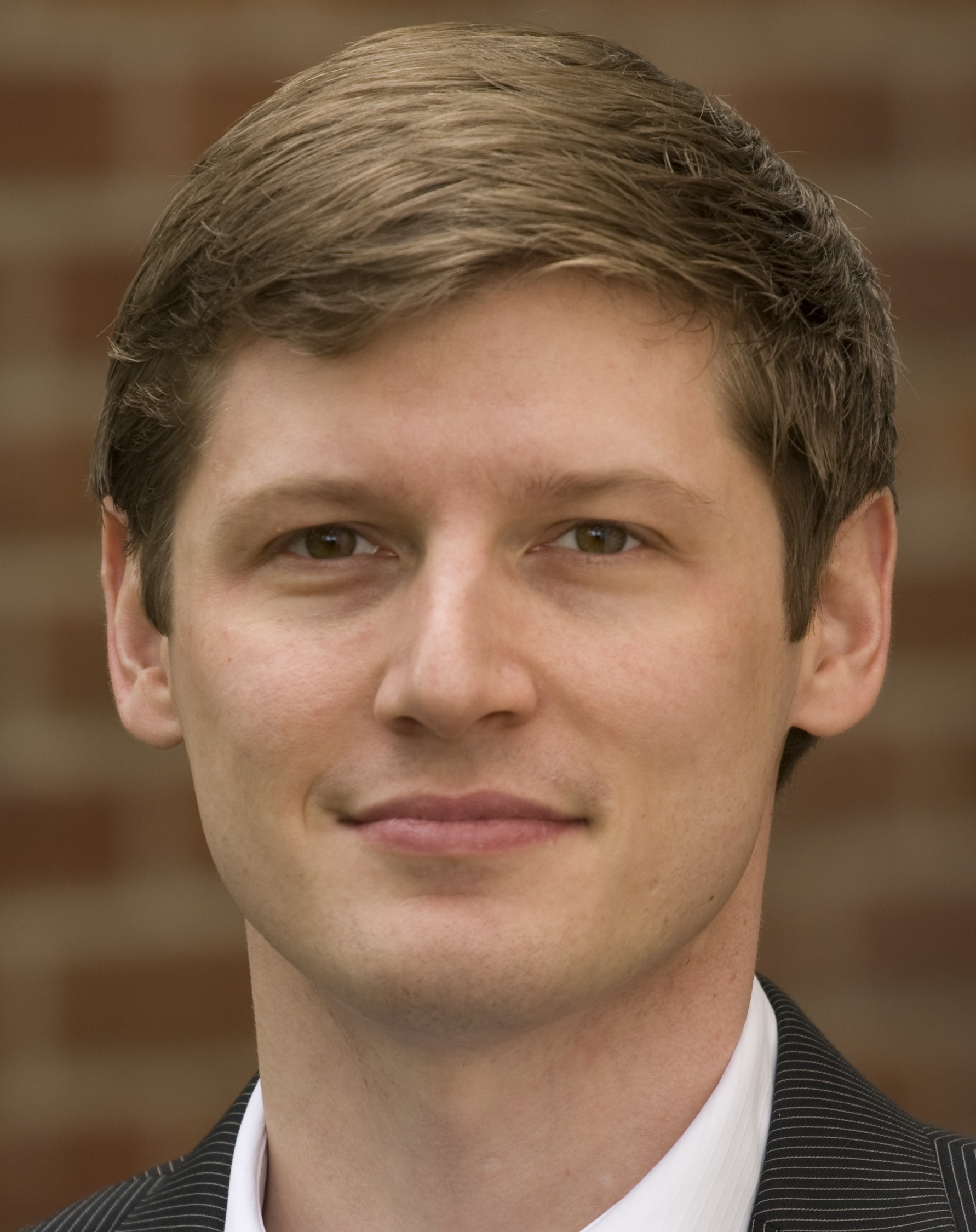
Fotografia de Greg Marcks, director de la pel·lícula.

11:14 és una pel·lícula estatunidenca del 2003 dirigida per Greg Marcks. Ha estat doblada al català.

## Estructura
El film presenta una estructura narrativa no lineal particular: es divideix en cinc parts durant cadascuna de les quals l'espectador segueix un personatge diferent més o menys durant el mateix lapse de temps, de manera que les històries es completen entre elles i que, després de l'última part, sigui possible de comprendre-ho tot. Per aquesta consideració, 11:14 és considerada com un mindfuck.

## Argument
L'inici de cadascuna de les cinc parts:
Primera part: mentre Jack condueix de nit una mica borratxo, una cosa xoca contra el seu parabrisa: es tracta d'una persona, morta, de la qual Jack va intentar amagar el cadàver.
Segona part: Tres joves es diverteixen (de manera força poc innocent) en una furgoneta. Però la seva llista de diversions s'acaba brutalment quan la furgoneta colpeja una jove al bell mig de la calçada.
Tercera part: Un pare veu la seva filla sortir de casa abans de les onze. Surt llavors passejar el seu gos i descobreix un cadàver al cementiri no lluny de casa seva.
Quarta part: Duffy entra al petit supermercat on treballa i saluda la seva col·lega Buzzy. Té desesperadament necessitat de diners.
Cinquena part: En l'última part del film, es descobreix l'estrany recorregut de Cheri en el transcurs d'aquella tarda, fil conductor que connecta tots els esdeveniments.
Al final del film, s'ha vist el desenvolupament d'aquesta tarda (un poc abans i un poc després onze hores catorze) de cinc punts de vista diferents. Cada protagonista o grup de protagonistes està connectat als altres (directament o no) pel personatge de Cheri, i les accions les ordena de manera completament explicable, però l'encadenament de les quals i les conseqüències només s'entenen progressivament (a mesura que es descobreix cada part del film).

## Repartiment
- Henry Thomas: Jack
- Barbara Hershey: Norma
- Clark Gregg: Oficial Hannagan
- Shawn Hatosy: Duffy
- Hilary Swank: Buzzy
- Patrick Swayze: Frank
- Rachael Leigh Cook: Cheri
- Stark Sands: Tim
- Colin Hanks: Mark
- Ben Foster: Eddie
- Jason Segel: Leon
- Rick Gomez: Kevin
- Blake Heron: Aaron

## Crítica
- "L'excel·lent música de Clint Mansell i l'àgil muntatge atorguen brillantor a la forma del seu film. (...) En canvi, el fons, totes i cadascuna de les històries creuades, són tan nímies, amb tan poca substància, que per molta atracció que s'exerceixi mai acaben d'enganxar."[3]
- "La casualitat és la protagonista (...) La trama s'ofega en si mateixa (...) fa massa olor de Coen, de Tarantino i fins i tot de Memento (...) Puntuació: ★★½ (sobre 5)."[4]